# 亚奥
亚奥 （阿拉伯语：‎）是乍得的一个镇，同时是菲特里省的首府。在被法国殖民之前，当地存在一个亚奥苏丹国，详情参见比拉拉人。